# Эроты
В древнегреческой религии и мифологии эроты (др.-греч. Ἒρωτες, мн. ч. от Ἔρως, «любовь, влечение») — это совокупность крылатых богов, связанных с любовью и любовными чувствами. Они часть свиты Афродиты, по своему происхождению они описываются либо как её дети, либо как дети нимф. Изначально, в эпоху предэллинизма, как бог любви описывался только Эрот (Эрос), позже, в эллинистическую эпоху, мифология усложнилась — и Эрос появляется во множественном числе: различные типы и виды любовных чувств получили в сочинениях древнегреческих поэтов собственную персонификацию.
Бог Эрот рассматривается как предводитель Эротов. К их числу различные авторы относили следующих богов: Антероса (бога взаимной любви; по другим версиям — бога мести тем, кто не отвечает на любовь взаимностью, бога порождённой любовью ненависти), Гедилога (бога-покровителя слов любви и нежности), Гермафродита (изначально двуполого бога; по другим версиям — бога, ставшего двуполым после того, как он был слит в единый организм с влюблённой в него нимфой), Гименея (бога-покровителя брака и брачного ложа), Гимероса (бога отчаянной и порывистой любви), Потоса (бога любовной тоски, покровителя чувств к отсутствующему или умершему объекту влюблённости).
В более поздних традициях западного искусства, Эроты становятся неотличимыми от фигур, также известных как Купидоны, аморини или аморетти.

## Общая роль и атрибуты
Эроты — это группа крылатых богов в классической мифологии. Они ассоциируются с любовью и любовным желанием и являются частью свиты Афродиты. Индивидуальные эроты иногда связаны с определенными аспектами любви и часто связаны с однополым желанием. Иногда Эроты рассматриваются как проявления единого бога, Эрота.
Истории о проказах и шалостях Эротов были популярной темой в эллинистической культуре, особенно во II веке до нашей эры. Заклинания для привлечения или отталкивания Эротов использовались для того, чтобы вызвать любовь или наоборот. Различные эроты представляли различные грани любви или желания, такие как безответная любовь (Himeros), взаимная любовь (Anteros) или тоска (Pothos).
Эроты обычно изображались обнаженными, красивыми, крылатыми юношами. Самые ранние известные скульптурные фризы, изображающие группу эротов и крылатых девушек, управляющих колесницами, запряженными козами, были созданы для украшения театров в Древней Греции во II веке до нашей эры. Изображение Эротов в таких фризах стало обычным явлением, в том числе Эротов в сценах охоты. Из-за их роли в классическом мифологическом пантеоне представление Эротов иногда бывает чисто символическим (указывающим на некоторую форму любви) или они могут изображаться как отдельные персонажи. Присутствие Эротов в других не сексуальных изображениях, таких как две женщины, было истолковано как указание на гомоэротический подтекст. В культе Афродиты в Малой Азии, иконографические изображения богини с тремя Эротами символизировали три царства, над которыми она владела: Землю, небо и воду.
К образам различных Эротов (в том числе Эроса и Потоса) обращается в своём сочинении «Деяния Диониса» древнегреческий поэт Нонн Панополитанский (V век нашей эры). Эроты — частые персонажи различных произведений искусства.
В римской мифологии Эротам соответствуют Амуры (лат. Amores) и Купидоны (лат. Cupidines). Обычно их изображали в виде красивых крылатых детей с луками, из которых они стреляют любовными стрелами.

## Члены свиты
Группы многочисленных эротов изображены в древнегреческом и римском искусстве. Кроме того, многие именованные боги считались эротами, иногда им приписывались особые ассоциации с аспектами любви.

### Антерос
Антерос (греч.: Ἀντέρως, Antérōs) был богом взаимной любви, буквально «ответной любовью» или «противоположной любовью». Он наказывал тех, кто презирал любовь и заигрывания других, и был мстителем за безответную любовь. Антерос был сыном Ареса и Афродиты в греческой мифологии, и был отдан своему брату Эроту в качестве товарища по играм, потому что Эрот был одинок. По другой версии, Антерос возник из взаимных чувств Посейдона и Нерита. Физически Антерос изображался похожим на Эрота во всех отношениях, хотя иногда с более длинными волосами и крыльями бабочки. Он был описан как вооруженный золотой дубиной или свинцовыми стрелами.

### Эрот
Эрот был изначальным богом любви и полового акта; ему также поклонялись как божеству плодородия. Его римским двойником был Купидон (желание).
В более поздних мифах он был сыном божеств Афродиты и Ареса: именно Эрот из этих более поздних мифов является одним из Эротов. Эрот ассоциировался с атлетизмом, статуями, воздвигнутыми в гимнасиях, и «часто считался защитником гомосексуальной любви между мужчинами». Эрота часто изображали с лирой или луком и стрелами. Его также изображали в сопровождении дельфинов, флейт, петухов, роз и факелов.

### Гедилог
Гедилог (др.-греч. Ἡδυλογος) был богом сладких речей и лести. Он не упоминается ни в одной существующей литературе, но изображен на древнегреческих вазах.

### Гермафродит
Гермафродит был богом гермафродитов, женственности и андрогинности. Он был сыном Гермеса и Афродиты. Родился удивительно красивым мальчиком, но после того, как водяная нимфа Салмакида влюбилась в него и стала молиться о том, чтобы быть соединенной навсегда, их две формы слились в одну.

### Гимерос
Гимерос (греч.: Ἵμερος «неконтролируемое желание», лат.: Himerus) олицетворял желание и безответную любовь. Химероса опознали по тому, что он носил taenia — красочную головную повязку, которую носят спортсмены. Он описан в Теогонии Гесиода как рожденный вместе с Афродитой.

### Гименей
Гименей (греч. Ὑμεναιος) был богом-покровителем брака и брачного ложа.

### Потос
Потос (греч.: Πόθος «тоска») был одним из эротов Афродиты и братом Гимероса и Эрота. В некоторых версиях мифа Потос — сын Эрота или изображается как независимый его аспект. Третьи называли его сыном Зефира и Ириды. Он был частью свиты Афродиты и нес виноградную лозу, указывающую на связь с вином или богом Дионисом. Потос представляет страстное желание или тоску. Древнегреческий писатель и географ Павсаний в своём «Описании Эллады» (II век нашей эры) сообщает, что в Мегарах в храме Афродиты находятся три статуи богов любви работы Скопаса (жившего в IV веке до нашей эры): Эрота, Гимероса и Потоса. «Различны их функции, … как различны и их имена», — пишет Павсаний. Потос — это название белого цветка Asphodelus albus, «используемого на похоронах»